# Demonax albosignatus
Demonax albosignatus là một loài bọ cánh cứng trong họ Cerambycidae.